# Lieux de Villelongue
Der Lieux de Villelongue (auch lediglich Lieux genannt) ist ein Fluss in Frankreich, der im Département Aveyron in der Region Okzitanien verläuft. Er entspringt beim Weiler Les Estivals, im nördlichen Gemeindegebiet von Castanet, entwässert generell in südlicher Richtung und mündet nach rund 20 Kilometern beim namengebenden Ort Villelongue, an der Gemeindegrenze von Cabanès und Tayrac, als rechter Nebenfluss in den Lézert.

## Orte am Fluss
(Reihenfolge in Fließrichtung)
- Les Estivals, Gemeinde Castanet
- Fayet Bas, Gemeinde Castanet
- La Rouyrie, Gemeinde Sauveterre-de-Rouergue
- Le Peyrol, Gemeinde Pradinas
- Castelnau, Gemeinde Sauveterre-de-Rouergue
- Le Peyrou, Gemeinde Pradinas
- Villelongue, Gemeinde Cabanès